# Sint-Pieterskerk (Berlaar)

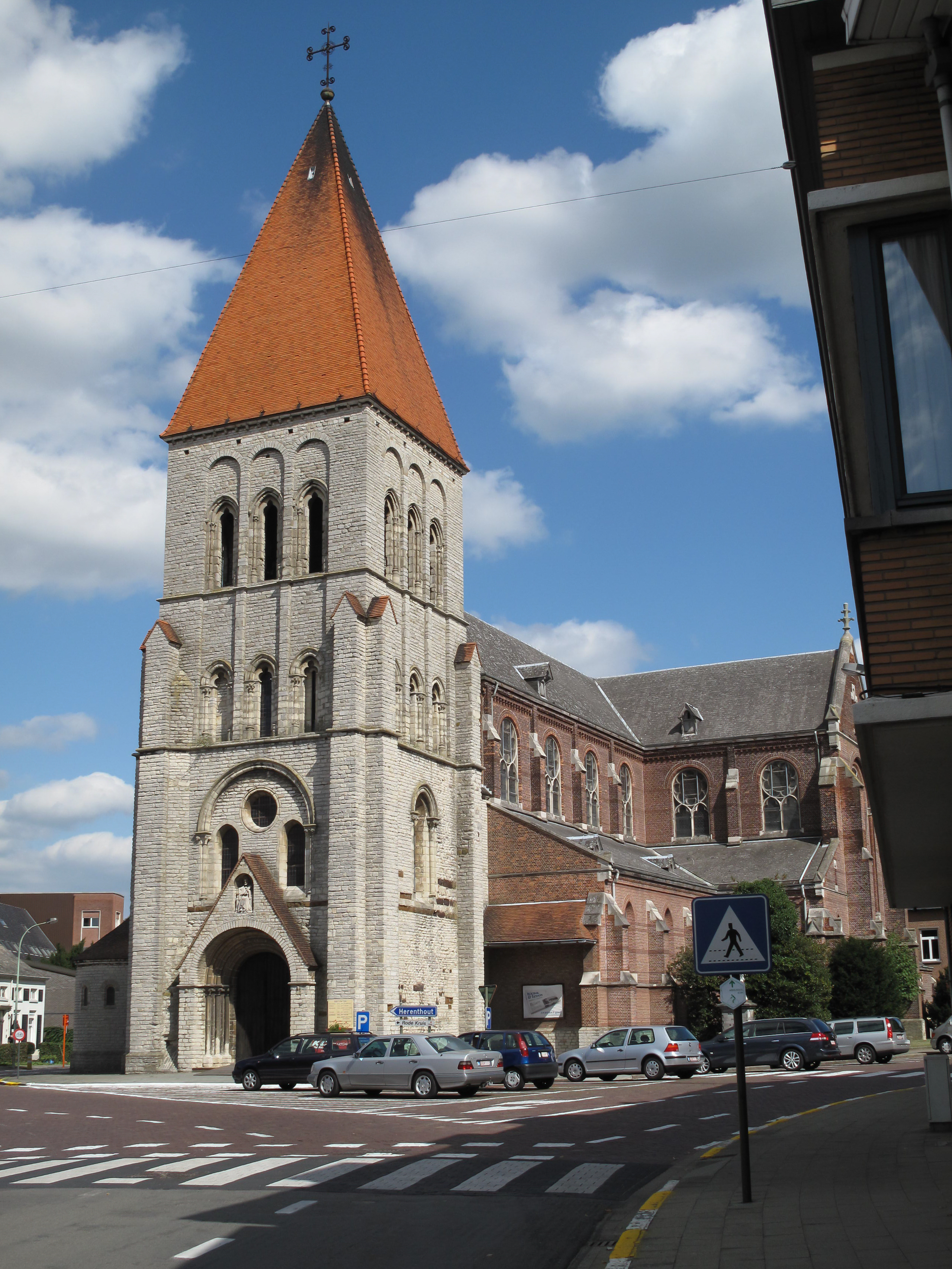
Sint-Pieterskerk

De Sint-Pieterskerk is een rooms-katholiek kerkgebouw in de Antwerpse plaats Berlaar, gelegen aan Markt 42.

## Geschiedenis
In 1227 kwam het tiendrecht aan de Abdij van Rozendaal te Walem. Omstreeks 1230 werd een vroeggotisch kerkgebouw opgericht waarvan de toren nog aanwezig is. Omstreeks 1353 werd de kerk door een nieuwe vervangen en deze is waarschijnlijk later door brand verwoest. Een nieuwe kerk werd gebouwd met laatgotisch koor uit het midden van de 17e eeuw en een 18e-eeuws schip en transept.
In 1873-1876 werd een nieuwe, neoromaanse kerk gebouwd naar ontwerp van Leonard Blomme.
Op 14 mei 1940 werd de toren door het Belgische leger opgeblazen. In 1940-1943 werd de toren herbouwd met zoveel mogelijk gebruik van het materiaal van de verwoeste toren. Hierbij is een skelet van gewapend beton als drager gebruikt.

## Gebouw
Het betreft een driebeukige georiënteerde kruisbasiliek met voorgebouwde toren. Deze toren is gebouwd in Ledische steen en heeft vier geledingen onder tentdak. Het kerkgebouw is uitgevoerd in bakstenen en heeft een halfcirkelvormig afgesloten koor.

## Interieur
Uit het 3e kwart van de 17e eeuw is een schilderij: Marteldood van Sint-Petrus, door Pieter Thys. Voorts het Mystiek huwelijk van Sint-Catharina door Theodoor Boeyermans (3e kwart 17e eeuw).
De kerk bezit een gepolychromeerd beeld: Ecce Homo (omstreeks 1700) en een 18e-eeuws kruisbeeld.
Het merendeel van het kerkmeubilair is neogotisch uit de 2e helft van de 19e eeuw. De preekstiel is uit de 1e helft van de 18e eeuw. Het orgel is van 1954-1955 en werd gebouwd door de firma Jos Stevens.